# Zbór Kościoła Adwentystów Dnia Siódmego w Łukowie
Zbór Kościoła Adwentystów Dnia Siódmego w Łukowie – zbór adwentystyczny w Łukowie, należący do okręgu mazowieckiego diecezji wschodniej Kościoła Adwentystów Dnia Siódmego w RP.
Pastorem zboru jest Konrad Pasikowski. Nabożeństwa odbywają się Łukowie w lokalu przy ul. Wyszyńskiego 22 (pierwsze piętro), w każdą sobotę o godz. 10.00.